# 埃尔维斯·法托维奇
埃尔维斯·法托维奇（1971年5月8日—），克罗地亚男子水球运动员。他曾代表克罗地亚参加2000年和2004年夏季奥林匹克运动会水球比赛，分别获得第七名和第十名。